# 正親町三條實昭
正親町三條實昭（日语：／ Oogimachisanjō Saneaki，1625年1月3日〈寬永元年11月24日〉—1668年6月16日〈寬文8年5月7日〉）是一名日本江戶時代前期公卿，官位為從三位、參議。初名為季成（すえなり）。

## 生平
寬永8年（1631年），受封叙爵。曾擔任刑部大輔，於慶安2年（1649年）因繼承前年去世的兄長公高的家業而成為正親町三條家的繼承人。歷任右近衛少將及右近衛中將，於明曆元年（1655年）升任從三位參議，列入公卿之列，但同年即辭職。其後於寬文8年（1668年）去世，享年43歲。

## 家譜
- 父：正親町三條實有
- 母：不詳
- 養父：正親町三條公高
- 妻：冷泉為景之女
- 子：正親町三條条公廉
- 子：正親町三條實久
- 養子：園池公屋